# Sasunaga leucorina
Sasunaga leucorina är en fjärilsart som beskrevs av George Francis Hampson 1908. Sasunaga leucorina ingår i släktet Sasunaga och familjen nattflyn. Inga underarter finns listade.